# Руже, Жан-Люк
Жан-Люк Руже (фр. Jean-Luc Rougé; род. 30 мая 1949, Клиши-ла-Гаренн) — французский дзюдоист, чемпион и призёр чемпионатов Франции, Европы и мира, участник двух Олимпиад.

## Карьера
Выступал в полутяжёлой (до 95 кг), тяжёлой (свыше 95 кг) и абсолютной весовых категориях. В 1969—1980 годах 12 раз становился чемпионом Франции, четырежды становился серебряным и четырежды — бронзовым призёром чемпионатов страны. Победитель и призёр международных турниров. Победитель чемпионата мира среди военнослужащих 1971 года в тяжёлой и абсолютной категориях. 4-кратный чемпион Европы, дважды серебряный и одни раз бронзовый призёр континентальных чемпионатов. Чемпион мира (1975), серебряный (1979) и бронзовый (1979) призёр чемпионатов мира.
На Олимпиаде 1976 года в Монреале Руже выступал в двух весовых категориях. В полутяжёлой категории он стал 10-м, а в абсолютной — пятым.
На летних Олимпийских играх 1980 года в Москве Руже выступал в полутяжёлой категории. Он победил болгарина Цанчо Атанасова, бразильца Луиса Моуру, но проиграл Роберту Ван де Валле. В утешительной схватке уступил Иштвану Шепеси и занял 7-е место.